# Einheitsdiesel
Der Einheitsdiesel (Leichter geländegängiger Einheits-Lkw 2,5 t) ist ein für das Heer (Wehrmacht) vor dem Zweiten Weltkrieg entwickelter, standardisierter Lastkraftwagen. Er wurde bis 1940 gebaut und während des gesamten Krieges eingesetzt.

## Entwicklung
Nachdem die Wehrmacht von der Reichswehr einen bunt gemischten Fahrzeugpark übernommen hatte, der überwiegend aus den Umbauten ziviler Entwicklungen bestand, gab es ein Interesse des Heereswaffenamtes (HWA) an einem leistungsfähigen und besonders geländegängigen, standardisierten Lastkraftwagen. Die Rüstungsplanung war 1936 so weit fortgeschritten, dass ein Einheitsprojekt für standardisierte Lkws möglich wurde. Angestrebt wurde je ein Einheitsfahrzeug mit zwei, drei und vier Achsen. Letztlich wurde nur der Lkw der 2½-Tonnen-Klasse verwirklicht.
Der Motor vom Typ HWa 526 D (80 PS) war im Wesentlichen eine Auftragsentwicklung von MAN, in Zusammenarbeit mit Henschel und Humboldt-Deutz, während die Fahrwerkskonstruktion hauptsächlich von Henschel kam. Anders als beim Projekt des „mittleren geländegängigen Lastkraftwagens (o)“ wurde eine Einzelbereifung bei den 3 Achsen vorgesehen. Durch den Allradantrieb galt der Einheitsdiesel als beliebtes und außerordentlich geländegängiges Fahrzeug. Nachteile waren die komplexe Technik und die geringe Nutzlast.
Wichtig war für das HWA, dass bei allen Fahrzeugen, unabhängig vom Hersteller, alle Bauteile gleich und austauschbar sein sollten. Das wurde mit dem Typ HWA 526 D umgesetzt.

## Produktion
An der Produktion beteiligten sich große Hersteller:
- Büssing-NAG (3500 Stück)
- Daimler-Benz (550 Stück)
- FAUN (700 Stück)
- Henschel (1500 Stück)
- Magirus (2500 Stück)
- MAN (1795 Stück)

Doch auch andere Firmen wie Borgward, Krupp und Vomag unterstützten die Produktion. Die Produktion lief über einen Zeitraum von 4 Jahren von 1937 bis 1940 und es wurden insgesamt ca. 12.300 Fahrzeuge produziert. Letztlich standen um 1940 neuere leistungsfähige Zweiachser mit der gleichen Nutzlast zur Verfügung, sodass die Fertigung zugunsten dieser Modelle eingestellt wurde.

## Ausführungen

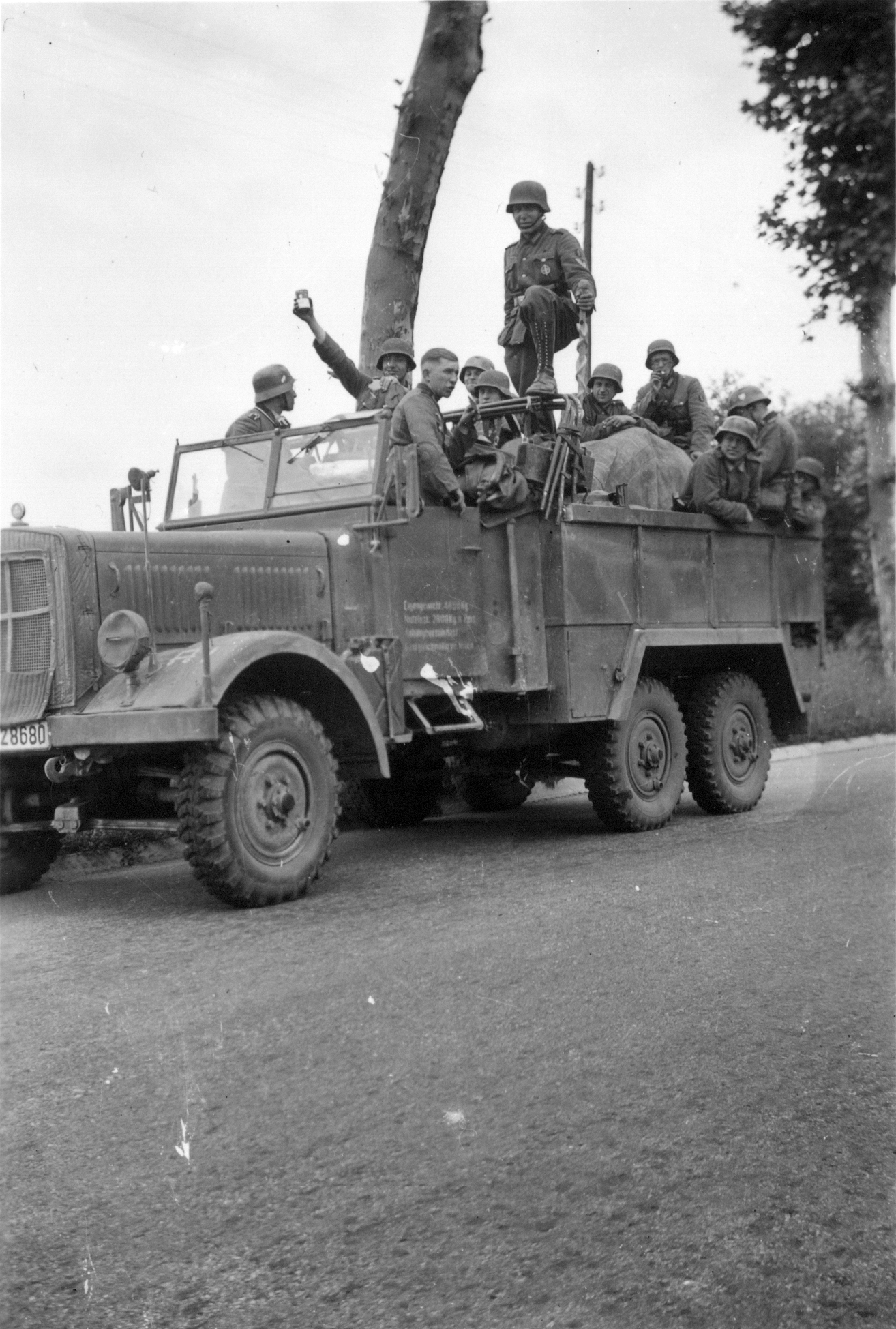
Fernmelder vor Calais (1940)

Der Einheitsdiesel wurde mit verschiedenen Aufbauten versehen. Bei den meisten Fahrzeugen war der hintere Aufbau eine Stahlblech-Pritsche. Manche Fahrzeuge wurden mit einer Feldküche bestückt, ein Sonderaufbau war der Meßstellen- und Gerätekraftwagen (Kfz. 63) mit seitlichem Zugang zur Ladefläche. Insbesondere die Kommunikationsfahrzeuge waren in größerer Zahl vorhanden: Funkwagen, Funkmastwagen, Fernsprechwagen, Schallauswertewagen, Werkstattwagen und weitere.